# Villamor Air Base
Villamor Air Base (voorheen: Nichols Field en Nichols Airbase) is een militaire vliegbasis in de Filipijnen. De basis die gebruikt wordt door de Filipijnse luchtmacht ligt pal naast Ninoy Aquino International Airport en wordt voornamelijk gebruikt voor transportvluchten en helikoptervluchten. Daarnaast wordt de basis ook wel gebruikt voor vluchten van de Filipijnse president. 
De naam Villamor refereert aan een Filipijnse piloot, Jesus A. Villamor, die meevocht in de Tweede Wereldoorlog.
De landingsbanen van Villamor Air Base worden ook gebruikt door de commerciële vliegtuigen van die vertrekken van Ninoy Aquino International Airport.
De volgende eenheden zijn gestationeerd op Villamor Air Base:
- 250th Presidential Airlift Wing
- 520th Airbase Wing
- 505th Search and Rescue Group
- 207th Tactical Operations Squadron